# Charles Vance Millar
Charles Vance Millar, född 1853, död 31 oktober 1926, kanadensisk advokat och finansiär. Numera är han mest känd för sina så kallade practical jokes. Charles Millar utbildade sig vid University of Toronto i Kanada och examinerades med ett genomsnittligt betyg på 98% av maximalt resultat. Han valde att studera juridik och kunde följaktligen några år senare öppna sin egen advokatbyrå i Toronto.
1897 köpte Millar transportföretaget British Columbia Express Company från Stephen Tingley och tog över postverksamheten i distriktet Cariboo i British Columbia.